# Малая Клетинка
Малая Клетинка (укр. Мала Клітинка) — село на Украине, находится в Казатинском районе Винницкой области.
Код КОАТУУ — 0521486406. Население по переписи 2001 года составляет 115 человек. Почтовый индекс — 22110. Телефонный код — 4342.
Занимает площадь 0,897 км².

## Адрес местного совета
22110, Винницкая область, Казатинский р-н, с.Поличинцы, ул.Комсомольская, 42